# سمفونی

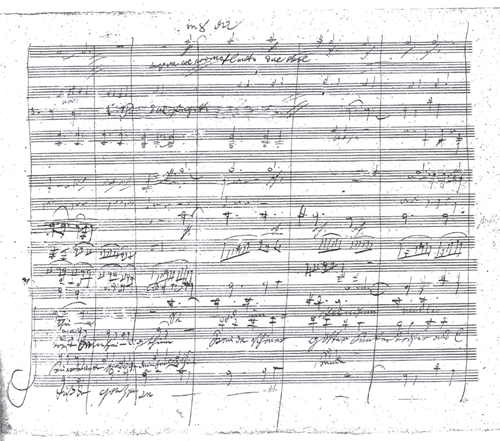
بخشی از دست‌نویس سمفونی نهم لودویگ فان بتهوون به خط آهنگساز

سَمفونی (به فرانسوی: symphonie)، از کلمهٔ یونانیِ Συμφωνία‏ (symphonia) به‌معنی هم‌صدایی و هم‌آوایی گرفته شده‌است.
سمفونی در موسیقی کلاسیک به قطعه‌ای ارکسترال گفته می‌شود که از چند بخشِ مجزّا به‌نام موومان تشکیل شده باشد و موومان اول دارای فرم سونات است. فرم سمفونی درحقیقت همان فرم چهار بخشی یا چهارموومانه است و فرمی سازی است و به ندرت در فرم آوازی (مانند موومان چهارم سمفونی نهم بتهوون) ساخته می‌شود.
قدمت سمفونی به سدهٔ هجدهم میلادی در اروپا بازمی‌گردد. یوزف هایدن، ولفگانگ آمادئوس موتسارت، و به‌ویژه لودویگ فان بتهوون در شکل‌گیری آن تأثیر به‌سزایی داشته‌اند.

## تاریخچه
امروزه سمفونی رایج‌ترین اجرای هم‌نوازی در ارکستر سمفونیک است. این فرم از اوایل سدهٔ قرن هجدهم از اوورتور‌های اپرا ریشه گرفته و حدود نیم قرن پس از آن به‌عنوان یک اثر مستقل تحول و گسترش یافته‌است. هر سمفونی قطعه‌ای بلند و دارای حجم زیاد برای ارکستر است و معمولاً چهار موومان (قسمت) مجزا دارد و در میانِ اجرای کلِ اثر، ارکستر به‌خاطر تأکید بر جداییِ هر یک از قسمت‌ها، به مدتِ چند ثانیه بازمی‌ایستد و موومانِ بعدی را آغاز می‌کند. گاه نیز، بسته به نظرِ آهنگساز، بلافاصله موومان بعدی اجرا می‌شود. قسمت اول یا بیش از یک قسمت، فرم سونات دارد. فرم سونات چنان عمومیتی در موومان اولِ سمفونی‌ها و دیگر آثار یافته‌است که گاهی این فرم را «فرم موومان اول» می‌نامند.

## ساختار
چهار موومان سمفونی بیشتر فرمال هستند و بر روی طرح و نظم از پیش پرداخته‌ای ترکیب می‌شوند. سمفونی در طی دوره‌های موسیقی تغییر یافته، دارای فرمولی کامل و دقیق نیست، و با دگرگونی‌های زیادی در سازبندی، محتوا و فرم، همراه بوده‌است ولی فرم چهار قسمتی عمومیت بیشتری یافته‌است.
1. موومان اول: تمپوی تند (فرم سونات)
2. موومان دوم: تمپوی آهسته (فرم سونات یا روندو یا تم و واریاسیون)
3. موومان سوم: تمپوی تند و سه ضربی فرم منوئه یا سه قسمتی (ABA) یا اسکرتسو
4. موومان چهارم: تمپوی تند فرم «روندو» یا «تم و واریاسیون» و فرم‌های دیگر. موومان چهارم می‌تواند ترکیبی از سه قسمت قبلی باشد و به‌عنوان نقطهٔ اوج سمفونی برای پایان در نظر گرفته شود.

## نمونه آثار
در اینجا نمونه‌های فرم سمفونی در آثار آهنگسازان دوره‌های مختلف مشاهده می‌شود.
- یوزف هایدن: سمفونی شماره ۹۴ (شگفتی)

1. موومان اول (فرم سونات)
2. موومان دوم (تِم و واریاسیون)
3. موومان سوم (منوئه و تریو ABA)
4. موومان چهارم (روندو)

- ولفگانگ آمادئوس موتسارت: سمفونی شماره ۴۰

1. موومان اول (فرم سونات)
2. موومان دوم (فرم سونات)
3. موومان سوم (منوئه و تریو ABA)
4. موومان چهارم (فرم سونات)

- لودویگ فان بتهوون: سمفونی شماره ۳ (اِروئیکا)

1. موومان اول (فرم سونات)
2. موومان دوم (فرم سونات) «مارش عزا»
3. موومان سوم (اسکرتسو و تریو ABA)
4. موومان چهارم (تم و واریاسیون)

- پیوتر ایلیچ چایکوفسکی: سمفونی شماره ۵

1. موومان اول (فرم سونات)
2. موومان دوم (فرم سه قسمتی ABA)
3. موومان سوم (فرم سه‌قسمتی والس)
4. موومان چهارم (فرم سونات)